# Жиздринская операция
Жиздринская операция — наступательная операция советской 16-й армии Западного фронта, осуществлявшаяся 22 февраля — 23 марта 1943 года против немецкой 2-й танковой армии группы армий «Центр»; часть зимне-весеннего наступления Красной Армии на центральном участке советско-германского фронта в Великой Отечественной войне.

## План операции и положение сторон
В феврале 1943 года Ставкой Верховного Главнокомандования было решено провести серию наступательных операций на центральном участке советско-германского фронта с целью развить успех, достигнутый на южном стратегическом направлении и не допустить переброски туда немецких сил с центрального участка фронта. Этими операциями стали Малоархангельская операция, Севская операция, Ржевско-Вяземская операция и Старорусская операция. Одной из таких операций стала операция в районе города Жиздра Калужской области. 6 февраля 1943 года была подписана соответствующая директива Верховного Главнокомандующего, 9 февраля командующий войсками Западного фронта генерал-полковник И. С. Конев поставил командующему 16-й армии генерал-лейтенанту И. Х. Баграмяну задачу на подготовку наступления. Армия должна была наступать в 18-километровой полосе из района Запрудное — Высокая (юго-западнее города Сухиничи) в направлении Жиздры, а затем в район Брянска и совместно с войсками Брянского фронта окружить и захватить Брянск.
Армия имела в своем составе шесть стрелковых дивизий, одну стрелковую бригаду, для развития успеха в её полосу прибыли 9-й танковый корпус и четыре танковые бригады (в состав армии включены не были), а также 2 артиллерийские дивизии. Изначально заложенным в план операции недостатком было выполнение глубоких наступательных задач силами одной армии, то есть на изолированном участке с необеспеченными флангами (только севернее её должна была поддержать соседняя 10-я армия генерал-майора В. С. Попова силами одной дивизии). Также нереальным оказался срок на подготовку операции — 10 февраля, по просьбе командующего армией он был продлён. Армия была существенно усилена (к концу операции доведена до 14 стрелковых дивизий и 2 стрелковых бригад), её численность достигла 135 000 человек, но переброска большого количества войск оказалась плохо организованной командованием фронта и была вскрыта противником.
Командование противостоявшей 2-й танковой армии генерал-полковника Рудольфа Шмидта группы армий «Центр» (командующий генерал-фельдмаршал Ханс Гюнтер фон Клюге) спешно усилило свои войска в районе Жиздры двумя пехотными дивизиями, а также перебросило противотанковую артиллерию и до 100 танков и штурмовых орудий. Уже достаточно мощная полоса обороны была дополнительно усилена.
В полосе предстоящего наступления немецкая оборона представляла сеть сплошных траншей, укрытых огневых точек, дзотов и блиндажей с системой перекрёстного артиллерийско-пулемётного огня. Все населённые пункты и господствующие высоты были прекращены в опорные пункты, приспособленные для круговой обороны, редкие дороги полностью перекрыты укреплениями. Подступы ко всем позициям усиливались минными полями и несколькими линиями проволочных и противотанковых заграждений. Глубина первой линии обороны составляла в зависимости от условий местности от 2 до 10 километров, но и далее были подготовлены тыловые и отсечные оборонительные рубежи.

## Начало операции
22 февраля 1943 года советские войска перешли в наступление. Противник оказывал упорное сопротивление, при этом непрерывно контратакуя везде, где советские войска достигали успеха. Активно действовала гитлеровская авиация. К 24 февраля удалось с существенными потерями только выдавить немецкие войска из главной оборонительной полосы. Однако следующая за ней тыловая оборонительная полоса была уже полностью занята немецкими войсками, изготовившимися к бою.
С 26 февраля начались упорные бои на ней. Советские войска добились захвата ряда сёл, превращенных в укреплённые опорные пункты обороны, и к 28 февраля местами вклинились в эту полосу обороны до 5 — 6 километров. По существу, она была почти прорвана. Однако командование армии к тому времени уже ввело в бой все свои стрелковые дивизии и они понесли значительные потери, а потому для превращения вклинения в прорыв средств уже не было. Командующий фронтом И. С. Конев посчитал достигнутый успех незначительным и отказался вводить в бой 9-й танковый корпус. Немецкое командование ввело там в бой свою 5-ю танковую дивизию и две пехотные дивизии, выведенные из Ржевско-Вяземского выступа. Этими мерами ему удалось остановить советское наступление. Наступление 16-й армии было приостановлено для приведения войск в порядок. Её состав был пополнен до 11 дивизий, трёх стрелковых бригад и отдельного лыжного полка.

## Попытки развития наступления
7 марта 16-я армия возобновила наступление. Командующий армией получил право самостоятельно распоряжаться действиями танковых бригад и в первый день ввёл в бой все четыре танковые бригады (всего 110 танков). За сутки боя был завершен прорыв тылового оборонительного рубежа, армия продвинулась на 5 километров, освободив пять сёл. Создались условия для выполнения ближайшей задачи — освобождения Жиздры. Однако к тому времени уже было получено решение Ставки о переброске на другой фронт 9-го танкового корпуса и развивать успех оказалось нечем. Немецкое командование спешно приняло меры для локализации прорыва и ввело в бой ещё 3 пехотные дивизии. Советское наступление вновь было остановлено.
После оперативной паузы третья попытка наступления была предпринята 19 марта 1943 года. Боевые действия вновь отличались крайним ожесточением. Но советское наступление было отражено, противнику удалось отбить обратно два из потерянных в феврале своих опорных пунктов. В конце марта стало окончательно ясно, что на центральном направлении противнику в целом удалось отразить советское наступление: все советские наступления были остановлены. Новый командующий фронтом приказал перейти к обороне.

## Итоги операции
В результате длительной и кровопролитной операции советские войска достигли продвижения всего на 10—13 километров. Была освобождена от фашистов территория Высокского, Пыренского и Широковского сельсоветов Думиничского района (сейчас это Калужская область), на которой находились 22 населённых пункта.
Задачи наступательной операции выполнены не были. Причинами неудачи стали ошибки на всех уровнях, начиная от стратегического (разбросанные по времени действия различных советских фронтов на локальных и значительно отдаленных друг от друга участках), до фронтового (был упущен момент ввода в бой ударной танковой группировки, действия 16-й армии не были поддержаны действиями других армий) и армейского (слабая работа разведки, плохая авиационная поддержка войск, недостатки взаимодействия артиллерии, танков и пехоты).
Сталин положительно оценил действия командующего армией И. Х. Баграмяна в этой операции (сама армия 16 апреля 1943 года получила гвардейское звание и стала именоваться 11-й гвардейской армией), возложив вину за неудачу на командующего фронтом. 27 февраля И. С. Конев был снят с должности с формулировкой «как не справившийся с управлением войсками фронта» и отозван в Москву (после чего возглавил на тот момент менее важный в стратегическом плане Северо-западный фронт); командующим Западным фронтом был назначен В. Д. Соколовский.
В советской исторической науке указывается на ряд положительных итогов операции, которые представляются весьма спорными: были облегчены действия войск на других направлениях (фактически ни в одной из операций центрального участка фронта советские войска победы не добились), противник понёс значительные потери (потери советских войск оказались значительно большими).

## Потери сторон
Потери советской стороны были очень значительны, особенно с учётом крайне скромных результатов наступления. За период с 22 февраля по 10 марта 1943 года 16-я армия потеряла 13 951 человек убитыми, 1 061 человек пропавшими без вести и 42 934 человека ранеными. Потери за период с 11 по 23 марта не известны.
```
Так, в почти месячных боях у одного из основных центров боёв — у села Кретовая гора — погибли и похоронены 1955 советских солдат, у села Ослинского — 2032 солдата, в братской могиле деревни Высокое 
Думиничского района
 — более 5 тысяч красноармейцев. Также погибшие в боях Жиздринской операции похоронены в братской могиле деревни 
Буда
.
```

Немецкие потери также были значительны. По данным советской стороны, за тот же период они составляли более 25 500 солдат и офицеров убитыми и ранеными, а также 344 захваченных в плен, подбито и уничтожено танков — 116 и 36 захвачено, артиллерийских орудий 148 уничтожено и 46 захвачено, сбит 21 самолет. В последующие дни бои велись с той же ожесточённостью: по сообщению Совинформбюро с 19 по 23 марта 1943 года в районе Жиздры немецкие потери составили 140 танков, 72 орудия, 203 пулемета, 137 минометов и 8 тысяч солдат и офицеров убитыми.
В сводке Совинформбюро от 29 мая 1943 года были опубликованы показания пленного ефрейтора 3 роты 309 пехотного полка 208 немецкой пехотной дивизии Вильгельма Бурмейстера: 

«В мартовских боях под Жиздрой наша дивизия была разбита и обескровлена. В 309 полку осталось всего около 200 человек, а 337 и 338 полки насчитывали по 70—90 солдат каждый».

## Мнение И. Х. Баграмяна об операции
«Должен признаться, что уже в то время я видел, что причина невыполнения армией поставленной задачи сводилась не только к нашим упущениям. Почти все наступательные действия на западном направлении весной 1943 года носили отпечаток торопливости, спешки. Тогда у всех нас были ещё свежи достигнутые под Сталинградом блестящие победы Красной Армии, положившие начало массовому изгнанию фашистских оккупантов с советской земли. В той обстановке многим казалось, что моральный дух врага надломлен и если не дать ему опомниться, непрерывно наносить удары на все новых и новых направлениях, то он вскоре будет окончательно сокрушен. К сожалению, даже у некоторых командующих войсками фронтов появилось такое ошибочное убеждение и настойчивое желание поскорее добиться успехов, подобных сталинградскому триумфу.